# 歐陸哲學
歐陸哲學（英語：Continental philosophy），指起源自歐洲大陸的哲學傳統，相對於英美的分析哲學（英語：Analytic philosophy）。歐陸哲學，包括了現象學、存在主義、解释学、结构主义、後結構主義、後現代主義、解構，以及批判理論如法蘭克福學派、心理分析、尼采、絕大部分的馬克思主義與馬克思哲學流派。

## 歷史
把欧陆哲学和分析哲学区分开来是相当近代的事，大致可从二十世纪早期算起。然而，作为一种哲学传统的分化，最早可追溯自康德。分析哲学虽然受到康德的重要影响，但是对他以后的十九世纪德国哲学家，如黑格尔、叔本华、马克思和尼采等所谓“欧陆哲学”的主要思想都不甚有兴趣。
二十世紀上半葉，德國仍舊是歐洲最具活力的哲學重鎮，這一景象一直保持到希特勒上台時為止。希特勒上台後，一大批最優秀的德國哲學家——其中大部分是猶太人或左翼學者——紛紛逃往海外（尤其是美國），致使德國哲學界日漸沈寂。同樣的情形也同時發生在法蘭克福學派上。同一時期，也有一些哲學家，尤其需要指出的是海德格爾——當時德國最傑出的哲學家之一，出於對國家社會主義即納粹主義的信奉，而留了下來。納粹失勢後，這些人發現，他們不僅被禁止了教學，甚至他們本人，也連同他們的哲學一起，全都為世人所拋棄了。
二戰後，德國哲學在比鄰的法國引發了一股研究熱潮。究其原因主要有兩方面，其一是法國共產黨在法蘭西解放運動中所起的作用使得法共在短期內一躍成了法國最大的政黨，對共產主義學說的普遍翻譯熱情又進一步激發了對馬克思哲學和黑格爾哲學的興趣，在這一股思潮的影響下，這兩個人的學說第一次開始在保守的法國大學系統裏被廣泛研究；其二，與此同時，另一股主流思潮關註的焦點則是現象學家胡塞爾以及他的學生海德格爾的學說，在推動這股風潮的運動中，薩特扮演了非常重要的角色，他不僅是當時知名的作家和哲學教師，同時也是一位非常有影響力的公共知識分子，他把他自己的學說稱為存在主義。

## 歐陸哲學與英語國家
“欧陆哲学”各流派之间歧见非常之大，以至于“欧陆哲学”这一术语本身，其实并没有太大的描述价值。美国和英国，自二十世纪八十年代以来，已经开始教授和撰写了大量有关“欧陆哲学”的内容。（注：有些说法语和德语的欧洲哲学家，如戈特洛布·弗雷格和维也纳学派，对分析哲学有着重要的贡献，但这些人一般不被看作为“欧陆哲学家”。）
歐洲大陸國家和英語國家，看待“歐陸哲學”的態度是不一樣的。在德國和法國，“歐陸哲學”是大學哲學系教學的核心；但在英語國家，哲學系講授的一般都是分析哲學，“歐陸哲學”則是在別的科系，如人文學科和社會學科中講到。（“歐陸哲學”在人文學科的文學、電影、建築、藝術史等領域裏，通常作為文藝理論或批評理論來介紹，而在社會學科的社會學、人類學和社會心理學等領域裏，有時又被看作是社會理論或批判的社會理論。）
雖然分析哲學和歐陸哲學的分界並不是絕對的，但兩者確實在側重點和風格上有著顯著的不同。反對先驗的懷疑論是歐陸哲學的一個基調，這種觀點認為思想不能脫離自然或物質前提獨立地存在，但哲學家又必須與這種不可能性抗爭。例如，在黑格爾看來，思想不能遊離於歷史；對馬克思而言，人類的一切意識形態都離不開階級鬥爭；尼采認為意志源於權利欲；海德格爾和薩特主張思想必須要處理各種形態的“存有”問題；而德裏達則提醒我們，在辨析各種哲學和思想時，別忘了歷史有其偶發性，而我們所用的各種語言文本之間又有著相互的依賴性。
歐陸哲學家又如何看待分析哲學呢？歐陸哲學家通常把分析哲學家看作是這樣一類學者，他們相信方法學，認為只要有適當的方法，就可以毫無疑義地對所有思想及其相互關系進行歸類和分析，雖然有時分析哲學家也可能提出一個與歐陸哲學家看法類似的懷疑論作為其分析的成果，但他們並不把這一懷疑論看作是方法學上的假設。
此外，分析哲學通常是圍繞著一些永恒的辯論主題而展開的，為了這些辯題，一代代的哲學家貢獻出了他們所有的心智；而歐陸哲學則傾向於將研究的重心放在幾個關鍵的思想家身上，討論他們的哲學及其相互關系。哈佛大學教授斯坦利·卡維爾在闡述分析哲學和歐陸哲學的差異時，這樣說：
哲学在其传承过程中，既可被当作是一组有待解决的问题（如英美分析哲学家所看待的），又可被看作是一串有待解读的文本（如欧陆哲学家所为）。在不同的传承模式下，思维训练方法、批评和对话的标准、写作流派、作者的角色，也随之個個不同。 

### 引用
1. ↑  摘自 Stanley Cavell 的《爱默生的先验论》（Emerson's Transcendental Etudes）一书中“美国生活方式下的哲学家”章节，第45页。